# Loffredo III Caetani

Stemma Caetani

Loffredo III Caetani (... – 1336) è stato un nobiluomo italiano.

## Biografia
Loffredo o Rofredo Caetani era un aristocratico del Regno di Napoli, conte di Fondi, conte di Tretto e dell'Aquila, membro della famiglia Caetani, del ramo di Roma Anagni.
Era figlio di Pietro II marchese di Caserta e nipote di papa Bonifacio VIII. Sposò nel 1297 prima Margherita Dell'Aquila contessa palatina, ma poi divorziò da lei e sposò Giovanna Dell'Aquila, contessa di Fondi, così con questo matrimonio il titolo di conte di Fondi tornò alla famiglia Caetani. Per matrimonio, Loffredo stesso divenne conte di Fondi. Suo figlio, con Giovanna, e suo successore fu Nicola Caetani, uomo d'armi.